# Нуримбет
Нуримбе́т (каз. Нұрымбет) — село у складі Жамбильського району Північноказахстанської області Казахстану. Входить до складу Прісноредутського сільського округу, раніше входив до складу ліквідованої Макар'євської сільської ради.
Населення — 93 особи (2021; 131 у 2009, 255 у 1999, 300 у 1989).
Національний склад станом на 1989 рік:
- казахи — 60 %
- росіяни — 23 %%.

До 2008 року село називалося Западне.